# Sherlock (serial telewizyjny)

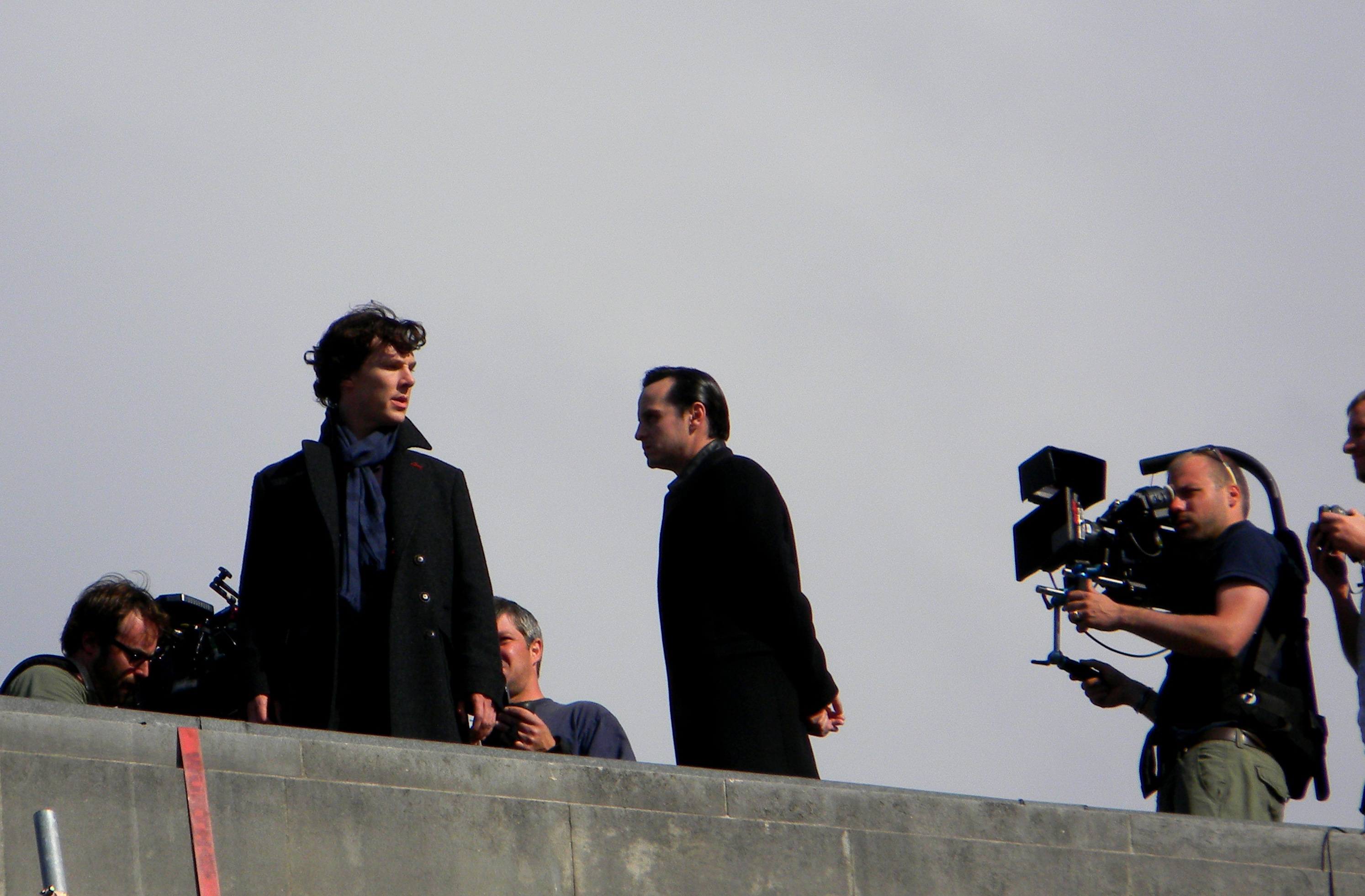
Benedict Cumberbatch i Andrew Scott podczas kręcenia sceny do odcinka Ostatnia zagadka

Sherlock – brytyjski serial telewizyjny emitowany przez BBC One od 25 lipca 2010 roku, stworzony przez Stevena Moffata i Marka Gatissa. Jest uwspółcześnioną interpretacją opowiadań Arthura Conana Doyle’a o detektywie Sherlocku Holmesie. Tytułową rolę odtwarza Benedict Cumberbatch, a rolę doktora Watsona odgrywa Martin Freeman.
Dotychczas wyemitowano cztery serie, z których każda składa się z trzech 90-minutowych odcinków, oraz dwa odcinki specjalne. W planach jest seria piąta.
Serial otrzymał w większości pozytywne recenzje. Zdobył nagrodę BAFTA dla najlepszego serialu telewizyjnego (2011), a Freeman i Andrew Scott za swoje role otrzymali tę nagrodę w kategorii najlepszego aktora drugoplanowego. W 2014 roku Sherlock został wyróżniony nagrodami Emmy dla najlepszego aktora pierwszoplanowego (Cumberbatch) i drugoplanowego (Freeman) w miniserialu oraz za scenariusz odcinka Jego ostatnia przysięga, a w 2016 roku – dla najlepszego filmu telewizyjnego za odcinek Upiorna panna młoda.
Serial emitowany jest w Polsce na kanałach: BBC Brit, TVP2, na platformie Netflix  oraz od 19 września 2016 na kanale FilmBox.

## Obsada

### Główna obsada
- Benedict Cumberbatch – Sherlock Holmes
- Martin Freeman – doktor John Watson
- Rupert Graves – inspektor Greg Lestrade
- Mark Gatiss – Mycroft Holmes
- Una Stubbs – pani Hudson
- Andrew Scott – Jim Moriarty

### Role drugoplanowe
- Jonathan Aris – Philip Anderson
- Vinette Robinson – sierżant Sally Donovan
- Louise Brealey – Molly Hooper
- Amanda Abbington – Mary Morstan

### Role epizodyczne
- Zoe Telford – Sarah Sawyer
- Lara Pulver – Irene Adler
- Bertie Carvel – Sebastian Wilkes
- Katherine Parkinson – Kitty Riley
- Lars Mikkelsen – Charles Augustus Magnussen
- Oona Chaplin - Jeanette
- Yasmine Akram – Janine
- Sian Brooke – Eurus Holmes
  - Indica Watson – młoda Eurus Holmes

## Spis odcinków
| Seria | Seria | Odcinki | Oryginalna emisja (BBC) | Oryginalna emisja (BBC) | Oryginalna emisja (BBC Entertainment / BBC Brit) | Oryginalna emisja (BBC Entertainment / BBC Brit) | DVD              | DVD              |
| Seria | Seria | Odcinki | Premiera serii          | Koniec serii            | Premiera serii                                   | Koniec serii                                     | Region 2         | Region 1         |
| ----- | ----- | ------- | ----------------------- | ----------------------- | ------------------------------------------------ | ------------------------------------------------ | ---------------- | ---------------- |
|       | 1     | 3       | 25 lipca 2010           | 8 sierpnia 2010         | 2 października 2011                              | 16 października 2011                             | 30 sierpnia 2010 | 9 listopada 2010 |
|       | 2     | 3       | 1 stycznia 2012         | 15 stycznia 2012        | 10 czerwca 2012                                  | 24 czerwca 2012                                  | 23 stycznia 2012 | 22 maja 2012     |
|       | 3     | 3       | 1 stycznia 2014         | 12 stycznia 2014        | 12 stycznia 2014                                 | 26 stycznia 2014                                 | 20 stycznia 2014 | 11 lutego 2014   |
|       | 4     | 3       | 1 stycznia 2017         | 15 stycznia 2017        | 1 stycznia 2017                                  | 15 stycznia 2017                                 | 9 lutego 2017    | brak danych      |

### Seria pierwsza (2010)
| № | Nr | Tytuł            | Tytuł polski      | Reżyseria     | Scenariusz       | Premiera        | Premiera w Polsce    |
| - | -- | ---------------- | ----------------- | ------------- | ---------------- | --------------- | -------------------- |
| 1 | 1  | A Study in Pink  | Studium w różu    | Paul McGuigan | Steven Moffat    | 25 lipca 2010   | 2 października 2011  |
| 2 | 2  | The Blind Banker | Niewidomy bankier | Euros Lyn     | Stephen Thompson | 1 sierpnia 2010 | 9 października 2011  |
| 3 | 3  | The Great Game   | Wielka gra        | Paul McGuigan | Mark Gatiss      | 8 sierpnia 2010 | 16 października 2011 |

### Seria druga (2012)
| № | Nr | Tytuł                     | Tytuł polski                                            | Reżyseria     | Scenariusz       | Premiera         | Premiera w Polsce |
| - | -- | ------------------------- | ------------------------------------------------------- | ------------- | ---------------- | ---------------- | ----------------- |
| 4 | 1  | A Scandal in Belgravia    | Skandal w Belgrawii                                     | Paul McGuigan | Steven Moffat    | 1 stycznia 2012  | 10 czerwca 2012   |
| 5 | 2  | The Hounds of Baskerville | Demony Baskerville                                      | Paul McGuigan | Mark Gatiss      | 8 stycznia 2012  | 17 czerwca 2012   |
| 6 | 3  | The Reichenbach Fall      | Ostatnia zagadka / Upadek z Reichenbach (w wydaniu DVD) | Toby Haynes   | Stephen Thompson | 15 stycznia 2012 | 24 czerwca 2012   |

### Odcinek specjalny (2013)
Ten 7-minutowy odcinek specjalny jest prequelem trzeciej serii. Dostępny jest na platformie internetowej BBC iPlayer i na oficjalnym kanale BBC w serwisie YouTube.
| № | Nr | Tytuł              | Scenariusz                | Premiera        |
| - | -- | ------------------ | ------------------------- | --------------- |
| – | –  | Many Happy Returns | Mark Gatiss Steven Moffat | 24 grudnia 2013 |

### Seria trzecia (2014)
| № | Nr | Tytuł             | Tytuł polski              | Reżyseria       | Scenariusz                                   | Premiera         | Premiera w Polsce |
| - | -- | ----------------- | ------------------------- | --------------- | -------------------------------------------- | ---------------- | ----------------- |
| 7 | 1  | The Empty Hearse  | Pusty karawan             | Jeremy Lovering | Mark Gatiss                                  | 1 stycznia 2014  | 12 stycznia 2014  |
| 8 | 2  | The Sign of Three | Znak trojga Oznaki trojga | Colm McCarthy   | Stephen Thompson, Steven Moffat, Mark Gatiss | 5 stycznia 2014  | 19 stycznia 2014  |
| 9 | 3  | His Last Vow      | Jego ostatnia przysięga   | Nick Hurran     | Steven Moffat                                | 12 stycznia 2014 | 26 stycznia 2014  |

### Odcinek specjalny (2016)
| №  | Nr | Tytuł                | Tytuł polski        | Reżyseria         | Scenariusz                | Premiera        | Premiera w Polsce |
| -- | -- | -------------------- | ------------------- | ----------------- | ------------------------- | --------------- | ----------------- |
| 10 | –  | The Abominable Bride | Upiorna panna młoda | Douglas Mackinnon | Steven Moffat Mark Gatiss | 1 stycznia 2016 | 7 stycznia 2016   |

### Seria czwarta (2017)
| №  | Nr | Tytuł               | Tytuł polski                   | Reżyseria      | Scenariusz                | Premiera         | Premiera w Polsce (BBC Brit) |
| -- | -- | ------------------- | ------------------------------ | -------------- | ------------------------- | ---------------- | ---------------------------- |
| 11 | 1  | The Six Thatchers   | Sześć razy Sześć razy Thatcher | Rachel Talalay | Mark Gatiss               | 1 stycznia 2017  | 1 stycznia 2017              |
| 12 | 2  | The Lying Detective | Zakłamany detektyw             | Nick Hurran    | Steven Moffat             | 8 stycznia 2017  | 8 stycznia 2017              |
| 13 | 3  | The Final Problem   | Ostatnie wyzwanie              | Benjamin Caron | Steven Moffat Mark Gatiss | 15 stycznia 2017 | 15 stycznia 2017             |

## Produkcja
W 2014 zapowiedziano czwarty sezonu serialu. Moffat w wywiadzie dla The Telegraph powiedział, że chciałby kontynuować przedsięwzięcie, jednak będzie to trudne ze względu na harmonogramy aktorów odgrywających główne role. Dodał również, że mimo iż zarówno on, jak i Gatiss także mają swoje zobowiązania, wszystko jest kwestią właściwego rozplanowania. Moffat i Gatiss ogłosili również, że przygotowali fabułę dla dwóch kolejnych serii serialu.
2 lipca 2014 ogłoszono, że czwartą serię Sherlocka poprzedzać będzie odcinek specjalny. Zdjęcia do niego rozpoczęły się w styczniu 2015 roku. Oprócz emisji w telewizji odcinek wyświetlany był również w kinach.
W lipcu 2014 roku BBC ogłosiło, że zdjęcia do czwartej serii są zaplanowane na drugą połowę 2015 roku, lecz Moffat w maju 2015 roku powiedział, że zdjęcia nie rozpoczną się wcześniej niż w kwietniu 2016 roku, a seria czwarta nie zostanie wyemitowana wcześniej niż w 2017 roku.
Na początku 2016 roku ogłoszono, że zdjęcia rozpoczną się w kwietniu tego samego roku, a seria czwarta zostanie wyemitowana w styczniu 2017 roku. Wiadomo też, że Gatiss i Moffat mają napisać osobno po jednym odcinku oraz trzeci wspólnie. Zdjęcia rozpoczęły się 4 kwietnia 2016 roku, a zakończyły 20 lipca 2016 roku.
Rolę serialowego 221B Baker Street zagrało mieszkanie przy ulicy North Gower Street 187 niedaleko stacji Euston, około mili od „prawdziwej” ulicy Baker Street. Dostępny jest widok wnętrza w Google Street View.

## Powiązane
W Japonii wydawana jest adaptacja serialu w formie mangi. Autorem ilustracji jest Jay. Kolejne rozdziały są wydawane w czasopiśmie Young Ace, które należy do wydawnictwa Kadokawa Shoten. Pierwszy rozdział ukazał się 4 października 2012 roku. W Polsce ta seria wydawnicza została wydana przez wydawnictwo Studio JG – pierwszy tom tej mangi ukazał się 1 października 2016.